# Marquesado de Álava
El marquesado de Álava es un título nobiliario español creado el 2 de septiembre de 1875 por el rey Alfonso XII a favor de Julián de Zulueta y Amondo, Senador del Reino y Caballero Gran Cruz de la Orden de Carlos III, con el vizcondado previo de Casa Blanca.

## Denominación

Escudo de la provincia de Álava, País Vasco, España.

Su denominación hace referencia a la provincia de Álava, en recuerdo de ser el lugar de nacimiento del I marqués, que nació en la localidad de Anúcita, en el concejo de Anúcita.

## Marqueses de Álava
|                          | Titular                                 | Periodo                  |
| Creación por Alfonso XII | Creación por Alfonso XII                | Creación por Alfonso XII |
| ------------------------ | --------------------------------------- | ------------------------ |
| I                        | Julián de Zulueta y Amondo              | 1875 - 1878              |
| II                       | Salvador de Zulueta y Samá              | 1885 - 1913              |
| III                      | Narciso de Zulueta y Martos             | 1915 - 1973              |
| IV                       | José Fernández de Lascoiti y de Zulueta | 1974 - 1983              |
| V                        | Fabiola Fernández de Lascoiti y Franco  | 1986 - actual titular    |

## Historia de los Marqueses de Álava
- Julián de Zulueta y Amondo (Anúcita, Álava 9 de enero de 1814-La Habana, 4 de mayo de 1878), I marqués de Álava, I vizconde de Casablanca, negrero y azucarero socio de Isabel II, coronel de Voluntarios de La Habana, regidor, alcalde y senador del Reino por La Habana, Cuba, y por Álava.

Casó en primeras nupcias con Francisca de los Dolores Samá y de la Mota, casó en segundas nupcias con su sobrina materna Juliana Ruiz de Gámiz y Zulueta y casó en terceras nupcias con su sobrina materna María Ruiz de Gámiz y Zulueta, hermana de la anterior. Le sucedió, de su primer matrimonio, su hijo:
- Salvador de Zulueta y Samá (La Habana, 4 de julio de 1851-21 de diciembre de 1913), II marqués de Álava,[2] II vizconde de Casablanca.

Casó, en 1878, con María de las Angustias Martos y Arizcun, I baronesa de Spínola. Le sucedió su hijo:
- Narciso de Zulueta y Martos (Madrid, 6 de marzo de 1888-11 de febrero de 1973), III marqués de Álava, III vizconde de Casablanca.

Casó con María de la Concepción Narváez y Ulloa, sin descendientes. Le sucedió, de su hermana María de las Angustias de Zulueta y Martos, II baronesa de Spínola, que casó con José Fernández de Lascoiti y Jiménez (1880-), II barón de la Andaya, I conde pontificio de Lascoiti, el hijo de ambos, por tanto su sobrino materno:
- José Fernández de Lascoiti y de Zulueta (Madrid, 24 de julio de 1902-Burgos 14 de junio de 1983), IV marqués de Álava,[3] IV vizconde de Casablanca, III barón de Spínola, III barón de la Andaya, II conde pontificio de Lascoiti.

Casó con Ana Gonzalo y Fanlo, sin descendientes. Le sucedió, de su hermano Luis Fernández de Lascoiti y Zulueta (1909-1962), que casó con María del Carmen Franco y Rojas, la hija de ambos, por tanto su sobrina paterna:
- Fabiola Fernández de Lascoiti y Franco n. (Madrid, 22 de mayo de 1935), V marquesa de Álava,[4] V vizcondesa de Casablanca, IV baronesa de Spínola, IV baronesa de la Andaya.

Casó con Tomás de la Vega y Gómez-Acebo (1928-2001). Son los padres de: Tomás (n. Madrid, 1960), VI vizconde de Casablanca (2002); Fabiola (n. Madrid, 1962); Natalia (n. Madrid, 1963); Luis (n. Madrid, 1966); Sandra (Madrid, 1970) y Carlota de la Vega Fernández de Lascoiti (Londres, 1974)